# Ферфилд Харбор (Северна Каролина)
Ферфилд Харбор (енгл. Fairfield Harbour) насељено је место без административног статуса у америчкој савезној држави Северна Каролина.

## Демографија
По попису из 2010. године број становника је 2.952, што је 969 (48,9%) становника више него 2000. године.
| Група             | 2000.         | 2010.         |
| Белци             | 1.912 (96,4%) | 2.757 (93,4%) |
| Афроамериканци    | 47 (2,4%)     | 103 (3,5%)    |
| Азијати           | 8 (0,4%)      | 15 (0,5%)     |
| Хиспаноамериканци | 8 (0,4%)      | 52 (1,8%)     |
| Укупно            | 1.983         | 2.952         |